# Impasse Bourgoin
Impasse Bourgoin är en återvändsgata i Quartier de la Gare i Paris trettonde arrondissement. Gatan är uppkallad efter Étienne Bourgoin (1820–1899), en före detta garvare som blev vinhandlare. Impasse Bourgoin börjar vid Rue Nationale 31 bis.

## Bilder
| - Gatuskylt. - Notre-Dame-de-la-Gare. - Jardin Françoise-Mallet-Joris. |

## Omgivningar
- Notre-Dame-de-la-Gare
- Square Héloïse-et-Abélard
- Cour du Liégat
- Passage des Crayons
- Rue du Chevaleret
- Promenade Claude-Lévi-Strauss
- Parvis Alan-Turing
- Impasse Clisson
- Jardin Françoise-Mallet-Joris
- Square des Chamaillards

## Kommunikationer
- Tunnelbana – linje  – Olympiades
- Busshållplats Regnault – Paris bussnät

### Webbkällor
- ”Impasse Bourgoin”. Mairie de Paris. https://web.archive.org/web/20190905052644/http://www.v2asp.paris.fr/commun/v2asp/v2/nomenclature_voies/Voieactu/1212.nom.htm. Läst 11 oktober 2023.
- ”Impasse Bourgoin (13ème arrondissement)”. Les rues de Paris. https://web.archive.org/web/20190929131303/http://www.parisrues.com/rues13/paris-13-impasse-bourgoin.html. Läst 11 oktober 2023.